# John Knoll
Pour les articles homonymes, voir Knoll (homonymie).
John Knoll (né en 1962) est un superviseur des effets visuels à Industrial Light & Magic (ILM). Étant l'un des créateurs du logiciel de graphisme Adobe Photoshop avec son frère Thomas Knoll, il est surtout connu en tant que superviseur des effets spéciaux sur les trois films de la Prélogie Star Wars et sur l'édition spéciale de la trilogie originale. Il participe également, toujours en tant que superviseur des effets visuels pour ILM, à Star Trek : Générations, Star Trek : Premier Contact ou encore à la série des Pirates des Caraïbes. 
Son travail sur Pirates des Caraïbes : Le Secret du coffre maudit lui permet d'obtenir l'Oscar des meilleurs effets visuels.
En 1989, Knoll fait également partie de l'équipe travaillant sur le film Abyss et qui offre à ILM son dixième Oscar des meilleurs effets visuels. Il collabore également pour la création de deux épisodes de Star Trek : l'épisode pilote de Star Trek : La Nouvelle Génération intitulé Rendez-vous à Farpoint et le vingt-deuxième épisode de la troisième saison de Star Trek : Deep Space Nine, Les Explorateurs.

## Filmographie
- Captain EO de Francis Ford Coppola, 1986.
- Star Trek 4 : Retour sur Terre de Leonard Nimoy, 1986.
- Star Trek : La Nouvelle Génération de Gene Roddenberry, 1987.
- Empire du soleil de Steven Spielberg, 1987.
- L'Aventure intérieure de Joe Dante, 1987.
- Willow de Ron Howard, 1988.
- À la poursuite d'Octobre rouge de John McTiernan, 1990.
- Hook ou la Revanche du Capitaine Crochet de Steven Spielberg, 1991.
- Hudson Hawk, gentleman et cambrioleur de Michael Lehmann, 1991.
- Baby's Day Out de Patrick Read Johnson, 1994.
- Mission impossible de Brian De Palma, 1996.
- Star Trek : Premier Contact de Jonathan Frakes, 1996.
- Star Wars, épisode I : La Menace fantôme de George Lucas, 1999.
- Peur bleue de Renny Harlin, 1999.
- Mission to Mars de Brian De Palma, 2000.
- Star Wars, épisode II : L'Attaque des clones de George Lucas, 2002.
- Pirates des Caraïbes : La Malédiction du Black Pearl de Gore Verbinski, 2003.
- Star Wars, épisode III : La Revanche des Sith de George Lucas, 2005.
- Pirates des Caraïbes : Le Secret du coffre maudit de Gore Verbinski, 2006.
- Pirates des Caraïbes : Jusqu'au bout du monde de Gore Verbinski, 2007.
- Speed Racer des Wachowski, 2008.
- Confessions d'une accro du shopping de P. J. Hogan, 2009.
- Harry Potter et le Prince de sang-mêlé de David Yates, 2009.
- Avatar de James Cameron, 2009.
- Super 8 de J. J. Abrams, 2011.
- Rango de Gore Verbinski, 2011.
- Hugo Cabret de Martin Scorsese, 2011.
- Mission impossible : Protocole Fantôme de Brad Bird, 2011.
- Rogue One: A Star Wars Story de Gareth Edwards, 2016.